# Dieter Kuhn (Fußballspieler)
Dieter Kuhn (* 21. August 1940) ist ein ehemaliger deutscher Fußballspieler. Der Abwehrspieler des SV Wiesbaden hat im Jahr 1965 in der deutschen Fußballnationalmannschaft der Amateure drei Länderspiele absolviert.

## Laufbahn
Dieter Kuhn spielte überwiegend im damaligen WM-System als Mittelläufer. Mit den Orange-Blauen des SV Wiesbaden zog er zweimal in den Jahren 1964 und 1965 in das Finale um die deutsche Amateurmeisterschaft ein. Im Wettbewerb 1963/64 nahm Wiesbaden als hessischer Vizemeister der 1. Amateurliga Hessen teil. Nach dem Halbfinalerfolg mit 6:2 Toren gegen BFC Viktoria Berlin fand das Finale am 27. Juni 1964 in Hagen vor 10.000 Zuschauern gegen die Amateure von Hannover 96 statt. Die Mannen um Hannes Baldauf setzten sich mit 2:0 Toren gegen die von Mittelläufer Kuhn und Mittelstürmer Bernd Rupp angeführten Wiesbadener durch. Nach Erfolgen über TSV Langenhorn, SV St. Ingbert und im Halbfinale gegen die SpVgg Erkenschwick fand das Finale 1965 wiederum am 27. Juni, jetzt aber in Siegen, erneut gegen den Titelverteidiger aus Hannover statt. Wiesbaden verlor auch das zweite Endspiel, jetzt mit 1:2 Toren.
Am 2. Mai 1965 hatte Kuhn in der Amateurnationalmannschaft des DFB beim Länderspiel in Heilbronn gegen Italien debütiert. Bei der 0:1-Niederlage hatte sich die Defensive mit Torhüter Horst Christopeit, dem Verteidigerpaar Erhard Ahmann und Heinz Wittmann sowie der Läuferreihe mit Peter Klepatz, Kuhn und Friedrich Giegeling formiert. Einen Monat später gelang mit 4:2 Toren ein Sieg in Winschoten gegen die Niederlande. Bis auf Torhüter Klaus Schonz spielten die deutsche Amateurauswahl in der gleichen Formation wie gegen Italien. In der Hinrunde der Saison 1965/66 fand am 27. Oktober 1965 das nächste Amateurländerspiel in Wiesbaden gegen Finnland statt. Wiederum führte Kuhn in seinem dritten Amateurländerspiel die Auswahl als Mittelläufer in der Defensive an. Beim 6:2-Erfolg stand Rudolf Netzel im Tor und Josef Parzl in der Verteidigung. Mit dem dritten Auswahlspiel verabschiedete sich Kuhn aus der Amateurnationalmannschaft, mit Dieter Zorc übernahm ein Westfale in Zukunft die Chefrolle in der Abwehr.
In der Saison 1966/67 gewann der SV Wiesbaden mit Trainer Ernst Bös und Kuhn die Meisterschaft in der 1. Amateurliga Hessen und erreichte damit den Aufstieg in die Zweitklassigkeit der Fußball-Regionalliga Süd. In der Regionalligasaison 1967/68 war der Aufsteiger chancenlos und stieg umgehend in das Amateurlager ab. Kuhn kam in der Regionalliga an der Seite von Mitspielern wie Fritz Lehmann (34-13), Jürgen Kesper (28-0), Wilfried Leydecker (11-1) und Roland Holm (12-1) auf acht Einsätze.